# Кингсфорд Хајтс (Индијана)
Кингсфорд Хајтс (енгл. Kingsford Heights) град је у америчкој савезној држави Индијана.

## Демографија
По попису из 2010. године број становника је 1.435, што је 18 (-1,2%) становника мање него 2000. године.
| Група             | 2000.         | 2010.         |
| Белци             | 1.241 (85,4%) | 1.203 (83,8%) |
| Афроамериканци    | 141 (9,7%)    | 116 (8,1%)    |
| Азијати           | 1 (0,1%)      | 4 (0,3%)      |
| Хиспаноамериканци | 26 (1,8%)     | 72 (5,0%)     |
| Укупно            | 1.453         | 1.435         |